# Koper (miasto)

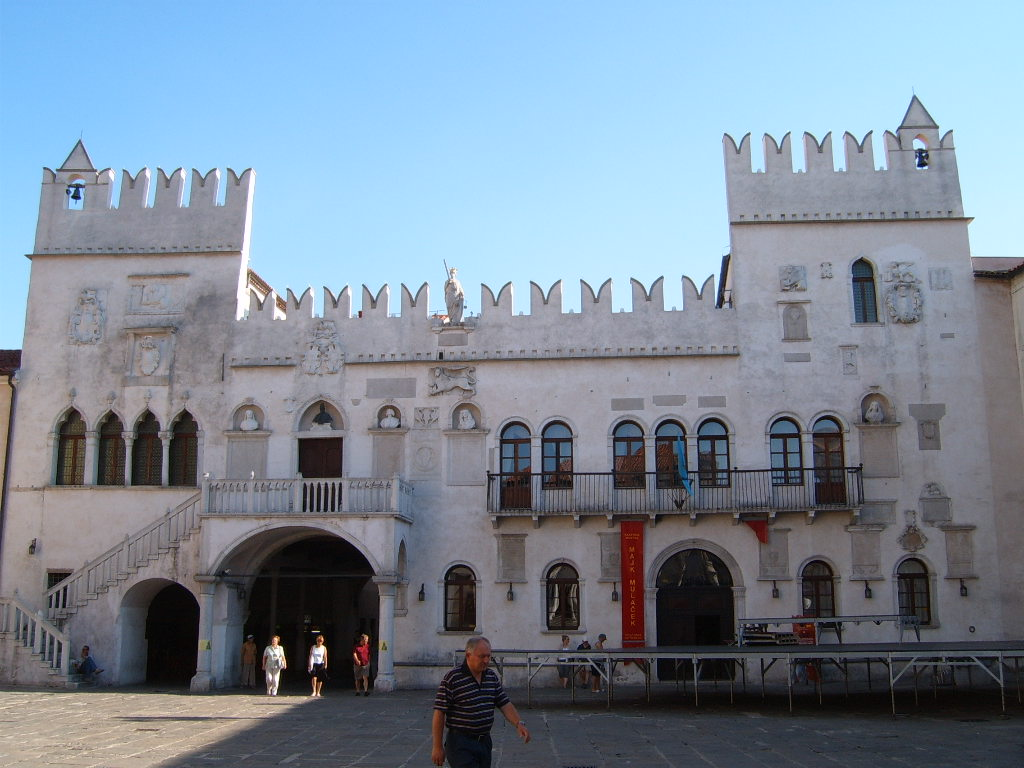
Tzw. Pałac Pretorów (Palazzo Pretorio) w stylu weneckiego gotyku (XV/XVII w.)

Koper (wł. Capodistria) – miasto portowe w Słowenii nad Morzem Adriatyckim.
Położone jest na półwyspie (dawniejszej wyspie) na północno-zachodnim wybrzeżu półwyspu Istria, ok. 20 km od Triestu.

## Historia
Osadnictwo w tym miejscu datuje się od starożytności. Osada znana była pod grecką nazwą Aegida, a w czasach rzymskich – jako Capris, bądź Caprea („Kozia Wyspa”), co wiąże się z dzisiejszą słoweńską nazwą miasta. Wchodzące w skład Cesarstwa Bizantyńskiego, na cześć cesarza Justyniana II nosiło wtedy nazwę Justinopolis. Później znajdowało się pod władzą Longobardów, a następnie Franków.
Handel pomiędzy Koprem i Wenecją poświadczony jest od 932. W konflikcie Wenecji ze Świętym Cesarstwem Rzymskim mieszkańcy poparli stronę niemiecką, co wynagrodzone zostało uzyskaniem w 1035 praw miejskich, nadanych przez cesarza Konrada II. Od 1232 Koper należał do patriarchatu Akwilei, a od 1278 znalazł się w granicach Republiki Weneckiej. Z biegiem czasu miasto zyskało rangę stolicy weneckiej Istrii i łączone z tym miano Caput Histriae (dosł. „Głowa Istrii”), od czego urobiono jego włoską nazwę Capodistria.
Począwszy od VI wieku, Koper był stolicą diecezji. Jednym z miejscowych biskupów był późniejszy zwolennik i działacz Reformacji, Pier Paolo Vergerio. W 1828 diecezję koperską połączono z triesteńską. Odrębność koperskiej diecezji przywrócono dopiero w 1977.
W XIX wieku Koper, podobnie jak Triest, znajdował się pod panowaniem austriackim w obrębie kraju koronnego Küstenland (Pobrzeże). Według spisu ludności z 1900 r. w Koprze mieszkało 7205 Włochów, 391 Słoweńców, 167 Chorwatów i 67 Niemców. Po zakończeniu I wojny światowej wraz z całą Istrią został przyłączony do Włoch. Po II wojnie światowej znalazł się w tzw. strefie B Wolnego Terytorium Triestu, podlegającej jugosłowiańskiej administracji wojskowej, i w 1954 przyłączonej do Jugosławii. W następstwie tego większość włoskich mieszkańców wyemigrowała do Włoch, a do miasta napłynęli nowi, z okolicznych terenów słoweńskiego Przymorza oraz z innych rejonów Słowenii i ówczesnej Jugosławii.

## Współczesność
Port w Koprze był rozbudowywany od 1957. Obecnie jest jedynym portem handlowym niepodległej Słowenii. Roczny przeładunek towarów wynosi ponad 12 milionów ton (dane z 2004).
Współczesny Koper składa się z zabytkowego centrum położonego na półwyspie oraz z nowych osiedli mieszkaniowych na otaczających wzgórzach, m.in. Semedela/Semedella oraz Žusterna/Giusterna.
Koper jest siedzibą założonego w 2003 Uniwersytetu Przymorza (słoweń. Univerza na Primorskem), którego placówki znajdują się poza tym w Izoli i Portorožu.
Ze względu na historyczną obecność ludności włoskiej (2,23% według spisu w 2002 roku), w gminie Koper obowiązuje pełna dwujęzyczność w życiu publicznym, z językami urzędowymi słoweńskim i włoskim.

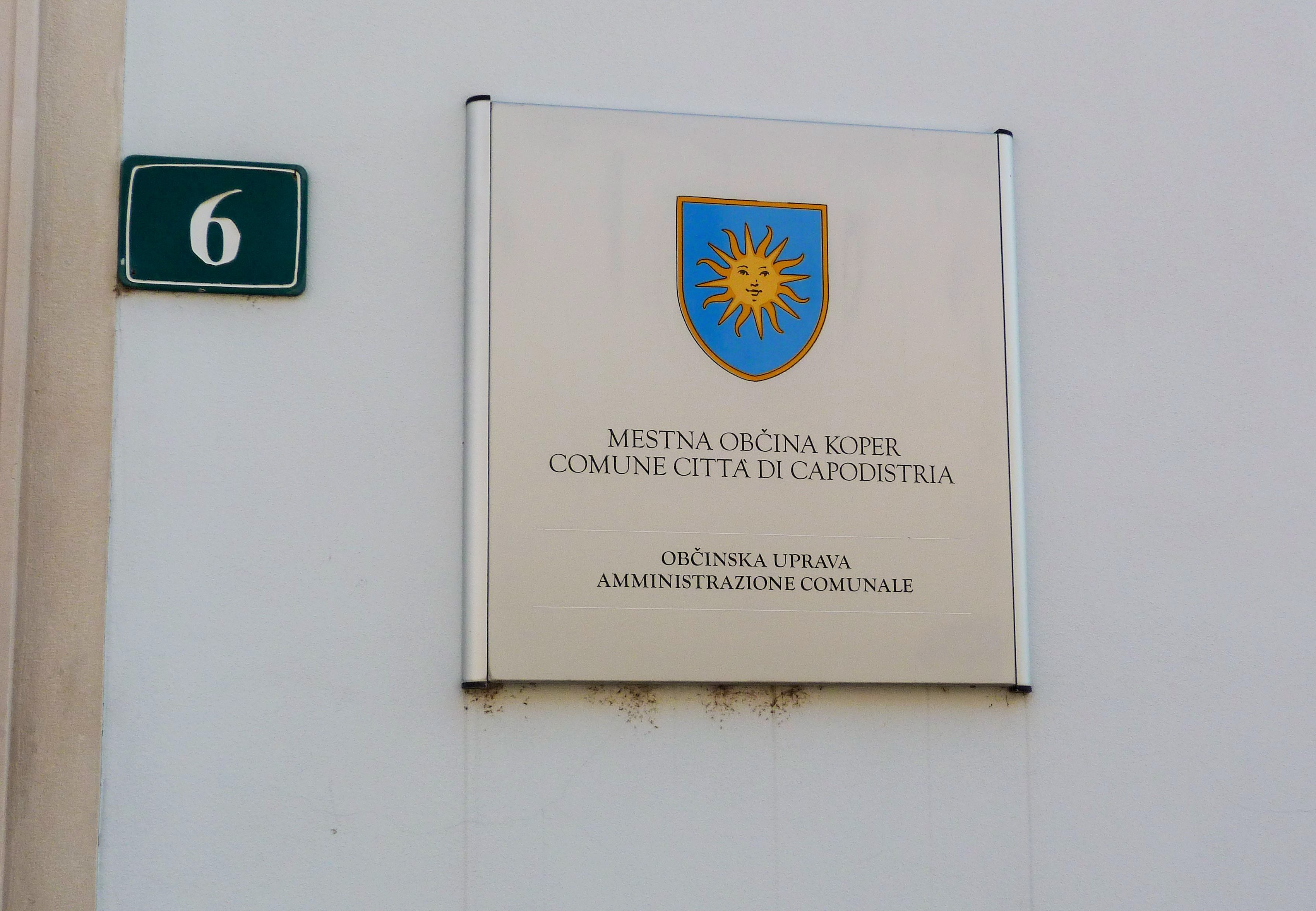
Dwujęzyczna tablica (po słoweńsku i włosku) urzędu miejskiego

## Miasta partnerskie
- Buzet
- Ferrara
- Jiujiang
- Korfu
- Muggia
- Saint John
- Samara
- San Dorligo della Valle
- Żylina